# 熱帶風暴普拉桑
熱帶風暴普拉桑（英語：Tropical Storm Pulasan，國際編號：2414，聯合颱風警報中心：WP152024）是2024年太平洋颱風季第14個被命名的風暴。「普拉桑」此名由馬來西亞所提供，是指葡萄桑，在東南亞廣受歡迎的一種甜美多汁的水果。此名字第一次使用，取代在2018年對中國造成嚴重破壞的溫比亞。

## 發展過程
9月14日，一個熱帶擾動在北馬里亞納群島南南西方海域生成，美國海軍研究實驗室給予擾動編號97W。
9月15日下午2時，日本氣象廳將其升格為熱帶低氣壓並對其發布烈風警報。同時，聯合颱風警報中心將其評級提升為「中」，台灣中央氣象署將其升格為熱帶低氣壓，給予編號TD16。晚上8時，日本氣象廳將其升格為熱帶風暴，給予國際編號2414，並命名「普拉桑」。同時，香港天文台將其升格為熱帶低氣壓，台灣中央氣象署將其升格為輕度颱風。
9月16日凌晨4時，聯合颱風警報中心將其評級提升為「高」，並對其發佈熱帶氣旋形成警報。
9月17日凌晨2時，聯合颱風警報中心直接將其升格為熱帶風暴。上午8時，香港天文台將其升格為熱帶風暴。
9月18日凌晨2時，聯合颱風警報中心將其升格為颱風。上午8時，聯合颱風警報中心將其降格為熱帶風暴。
9月19日晚上6時50分，中國國家氣象中心表示普拉桑已於浙江省舟山市岱山縣沿海登陸，登陸時中心附近最大風力10級（25公尺/秒）；同日21时45分于上海市奉贤区沿海二次登陆，中心风力降至9级（23米/秒）。
9月20日上午8時，香港天文台將其降格為熱帶低氣壓。
9月21日下午2時，日本氣象廳和香港天文台表示其已轉化為溫帶氣旋。
9月21日下午2時，聯合颱風警報中心再次將其升格為熱帶風暴。下午3时30分前后，普拉桑在韩国全罗南道西部沿海登陆。晚上8時，中央氣象台对其停止编号。

## 影響

### 中國大陸
國家氣象中心發布之最高颱風預警信號： 颱風黃色預警信號

#### 浙江省
9月16日16时30分，浙江海事局针对普拉桑启动Ⅳ级防颱应急响应。受“普拉桑”影响，东海海域开渔继续延期，直至9月20日8时才解除禁渔令。

#### 上海市
上海中心气象台發布之最高颱風預警信號： 颱風藍色預警信號
下列四区氣象台發布之最高颱風預警信號： 颱風黃色預警信號（浦东新区、奉贤区、金山区、崇明区）
普拉桑登陆上海前，上海已有約11.2萬人撤離避險。上海中心大厦126層受此影响关闭。尽管台风已离开上海，但其残余环流仍在上海出现暴雨天气。上海中心气象台于9月20日7时49分发布暴雨橙色预警，浦东新区、奉贤区21个街镇因出现特大暴雨，当地气象台已发布暴雨红色预警，发布红色预警的区域同时啟動停課、停工等「六停」措施。9月20日15时45分，在“普拉桑”的残余环流下，青浦区沪渝高速北侧城南村路附近发生短时龙卷风，无人员伤亡、房屋倒塌。

#### 江苏省
江苏省气象台發布之最高颱風預警信號： 颱風藍色預警信號
受“普拉桑”影响，无锡市幼儿园、小学和初中停课一天，高中、中等职业学校采取“在校生线下教学、走读生线上教学”的模式。另外常州市、靖江市中小学、幼儿园、中等职业学校、技工院校停课一天。

## 熱帶氣旋警告使用紀錄
| 国家气象中心 颱風預警信號 | 国家气象中心 颱風預警信號 | 国家气象中心 颱風預警信號 |
| ------------------------- | ------------------------- | ------------------------- |
| 上一熱帶氣旋              | 颱風藍色預警信號          | 下一熱帶氣旋              |
| 超強颱風摩羯              | 颱風藍色預警信號          | 熱帶低氣壓                |
| 強颱風貝碧嘉              | 颱風黃色預警信號          | 超強颱風山陀兒            |

## 外部連結
| 太平洋颱風季             |
| 主題頁 - 專題 - 編輯指南 |

- （日語）日本氣象廳首頁 （页面存档备份，存于）
- （英文）聯合颱風警報中心首頁 （页面存档备份，存于）
- （简体中文）中國國家氣象中心首頁 （页面存档备份，存于）
- （繁體中文）臺灣中央氣象署首頁 （页面存档备份，存于）
- （繁體中文）香港天文台首頁 （页面存档备份，存于）
- （繁體中文）澳門地球物理氣象局首頁 （页面存档备份，存于）
- （英文）菲律賓大氣地球物理和天文管理局 惡劣天氣公告 （页面存档备份，存于）